# WSIX-FM
WSIX-FM é uma estação de rádio FM com transmissão em Nashville, Tennessee, através da frequência 97.9 (MHz). Pertence à organização Clear Channel Communications e começou a suas transmissões no início da década de 1950.